# Le Orme
Le Orme (італ. «сліди»)  — італійський гурт напрямків прогресивний та психоделічний рок, заснований у 1966 році у Венеції. Постійними членами гурту лишаються з моменту заснування Альдо Тальїаперта (Aldo Tagliapietra) та, з 1967 — Мікі де Россі (Michi Dei Rossi).
Найвідомішим їх альбомом вважається коцептуальний альбом Felona e Sorona, що вийшов у двох версіях — італійській (1973) та англійській (1974). Останні альбоми гурту характеризуються класичним прог-роковим звучанням.

## Дискографія
| - L'aurora (1970) - Collage (1971) - Uomo di pezza (1972) - Felona e Sorona (1973) - Contrappunti (1974) - In concerto (1974) - Smogmagica (1975) - Verità nascoste (1976) - Storia o leggenda (1977) - Florian (1979) | - Piccola rapsodia dell'ape (1980) - Venerdì (1982) - Orme (1990) - Biancaneve (1995) - Amico di ieri (1997) - Il fiume (1999) - Elementi (2001) - L'infinito (2004) - La via della seta (2011) |